# Molzmühle
Die Molzmühle ist eine frühere Wassermühle mit unterschlächtigen Wasserrad im Wegberger Stadtteil Rickelrath.

## Geographie
Die Molzmühle, die die Anschrift In Bollenberg 44 führt, steht auf der östlichen Seite des Mühlenbachs. Der Mühle vorgelagert ist ein Mühlenweiher, dessen Wasserspiegel bei 61 m ü. NN liegt und der vom Mühlenbach gespeist wird. Oberhalb der Molzmühle liegen am Mühlenbach die Schrofmühle, die Buschmühle, die Holtmühle und die Vollmühle.

## Gewässer
Der Mühlenbach, der in Herrath entspringt und unmittelbar hinter der Molzmühle in die Schwalm fließt, hat eine Länge von 13.475 Metern. Der Bachbeginn liegt bei 77 m ü. NN, die Mündung bei 61 m ü. NN. Der Mühlenbach bildet zwischen Kipshoven und der Holtmühle die Stadtgrenze zwischen dem Kreis Heinsberg und der Stadt Mönchengladbach. Mit dem Erreichen der Molzmühle endet der Mühlenbach an dieser Stelle und gibt sein Wasser an die Schwalm weiter. Die Pflege und Unterhaltung des Gewässers obliegt dem Schwalmverband.
Der Schwalmverband baute ab 2012 eine Fischaufstiegsanlage an der Molzmühle. Damit wurde ein naturnaher Anschluss des Mühlenbachs an die Schwalm gestaltet, um Fischen und anderen Wasserorganismen einen barrierefreien Weg durch Schwalm und Mühlenbach zu verschaffen. Die Schwalm und ihre Nebenbäche sollen wieder zum Lebensraum für ursprüngliche Fischarten wie Aal, Barbe, Döbel, Gründling und Barsch werden.

## Geschichte
Die Molzmühle liegt heute am Mühlenbach, dessen Mündungsbereich 1966 verändert wurde. Wegen der zunehmenden Hochwassergefahr für Wegberg wurde die Schwalm von der Kläranlage bis zur Molzmühle reguliert und an der Molzmühle um 40 m verlegt. Der Mühlenbach ist seit dieser Zeit der einzige Wasserzulauf zur Molzmühle. Der Eigentümer wurde für den Verlust des Schwalmwassers und der Staurechte entschädigt.
Ihren Namen erhielt die Mühle von einem ihrer Besitzer. In einem Pachtbrief aus dem Jahre 1627 steht als Eigentümer ein Arnold Molz eingetragen. Zu Beginn des 19. Jahrhunderts wurde die Mühle von einem unterschlächtigen Wasserrad angetrieben. Da die Schwalm in Verbindung mit dem Mühlenbach reichlich Wasser führte, konnten zwei Mahlgänge und eine Ölpresse betrieben werden. 1853 wurde Wilhelm Josef Brinkmann für fast 40 Jahre Pächter der Molzmühle. Unter seiner Regie wurde die Mühle bis zu 16 Stunden täglich betrieben. Aus der Zeit von 1913 ist überliefert, dass eine zweite Einnahmequelle durch den Fang und Verkauf von Aalen genutzt wurde. Man fing die Aale in Kästen, die vor das Mühlrad gesetzt wurden. Vom Erlös konnte die gesamte Jahrespacht von 1400 Mark bezahlt werden. 1926 wird einer Witwe Gripekoven die Erlaubnis zum Betreiben einer Schankwirtschaft erteilt. Der Mahlbetrieb wurde 1930 eingestellt, die Mühle wird seitdem als Gastwirtschaft geführt. Am 3. August 2014 konnte die Betreiberin der Gastronomie in der Molzmühle, Brigitte Hoyer, das 30-jährige Betriebsjubiläum feiern.

## Neues Mühlrad
Der Verein Molzmühlrad konnte im April 2013 ein neues Mühlrad mit einem Durchmesser von 4,82 m in Betrieb nehmen. Es wurde vom Mühlenbauer Gerd Möller aus Osnabrück zusammen mit seinem Sohn Maximilian Kreye errichtet.

## Denkmaleintrag
Kern der Molzmühle aus dem 18. Jahrhundert; vierflügeliger Backsteinhof; jetzt zu einem Gasthof umgearbeitet; Wohnhaus zweigeschossig, sehr verändert; von dem Mühlrad ist noch der Balken erhalten. (Denkmalliste Nr. 92)

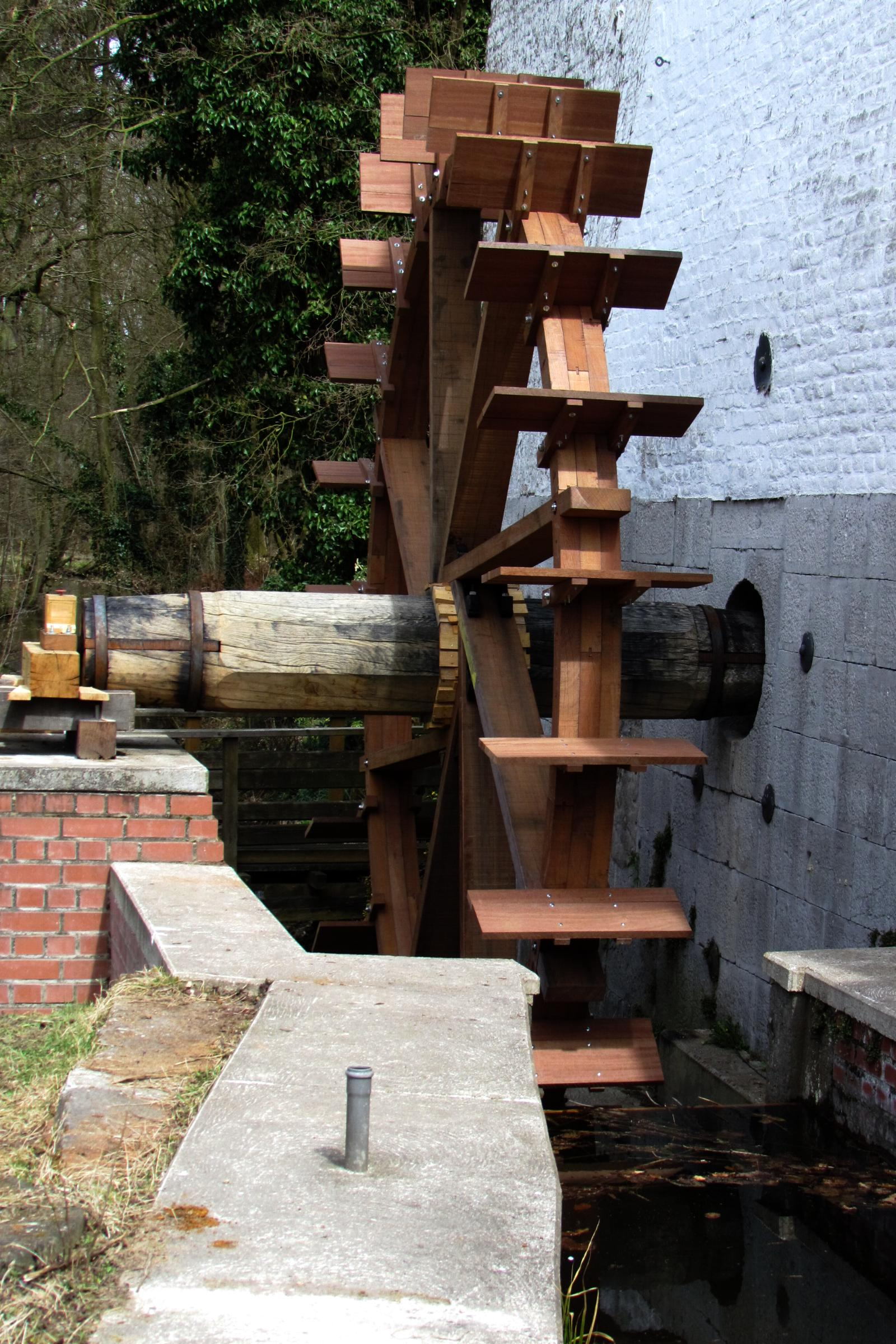
Das neue Mühlrad an der Molzmühle
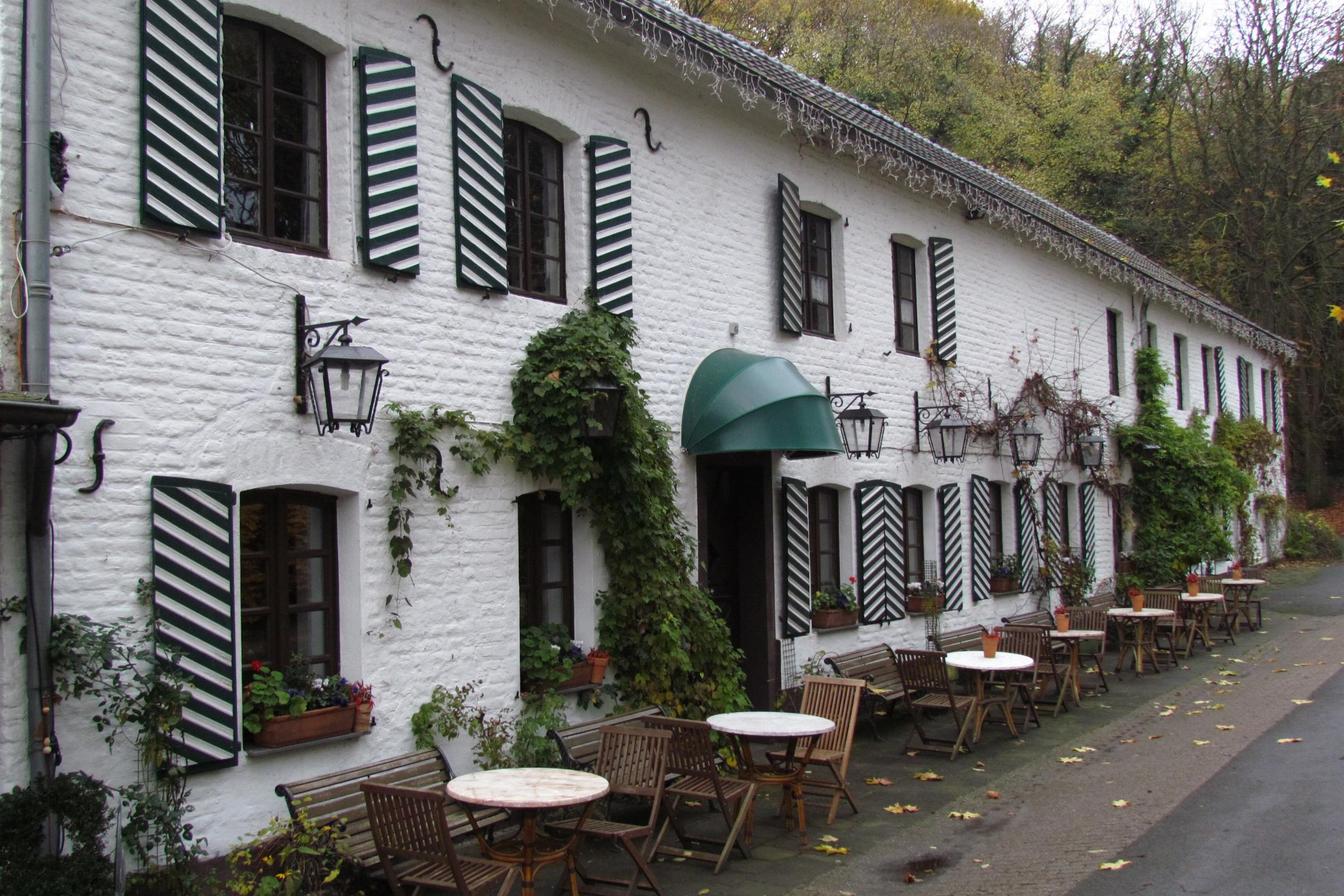
Die Molzmühle in Wegberg-Rickelrath
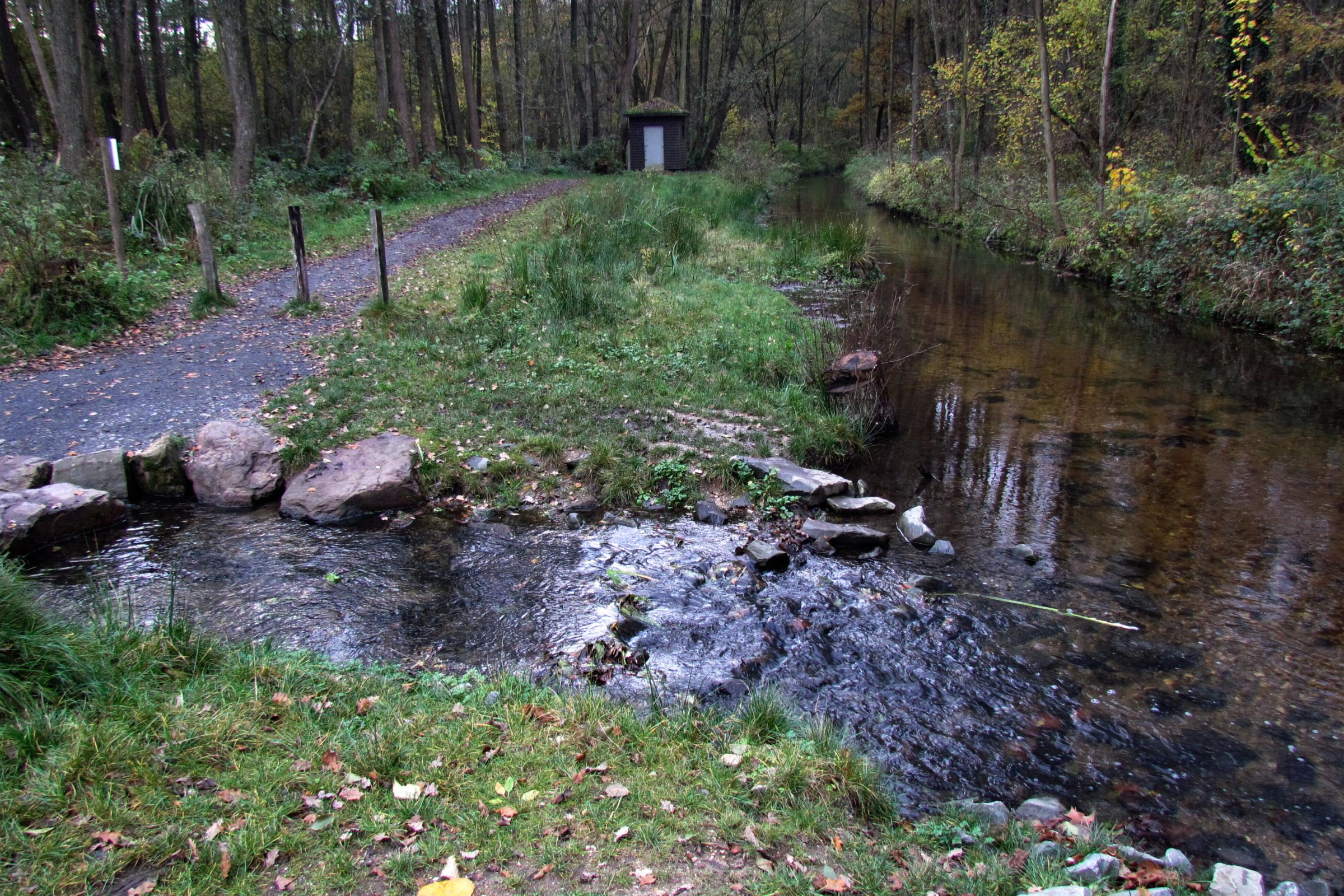
Fischaufstieg von der Schwalm in den Mühlenbach
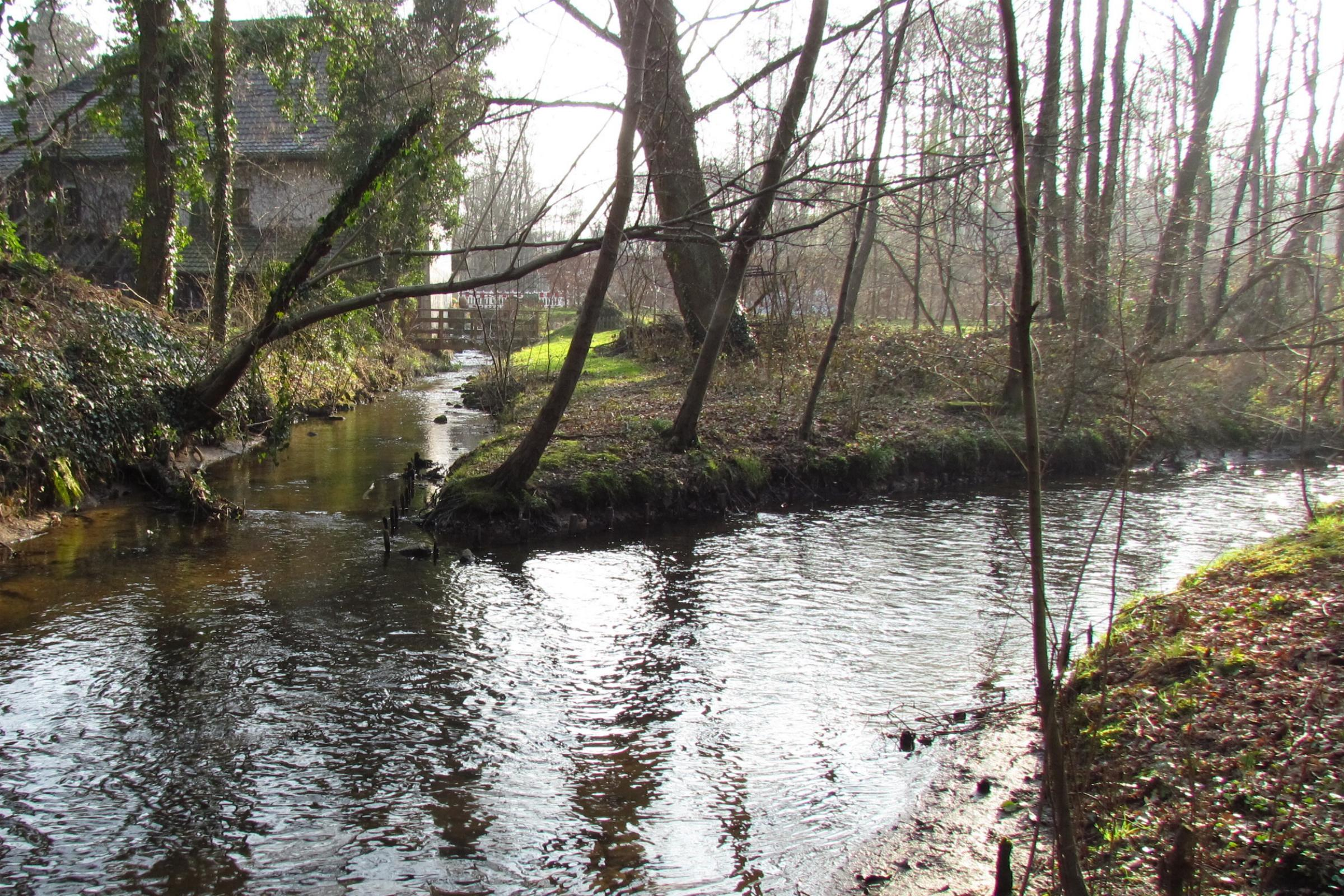
Mündung des Mühlenbachs in die Schwalm
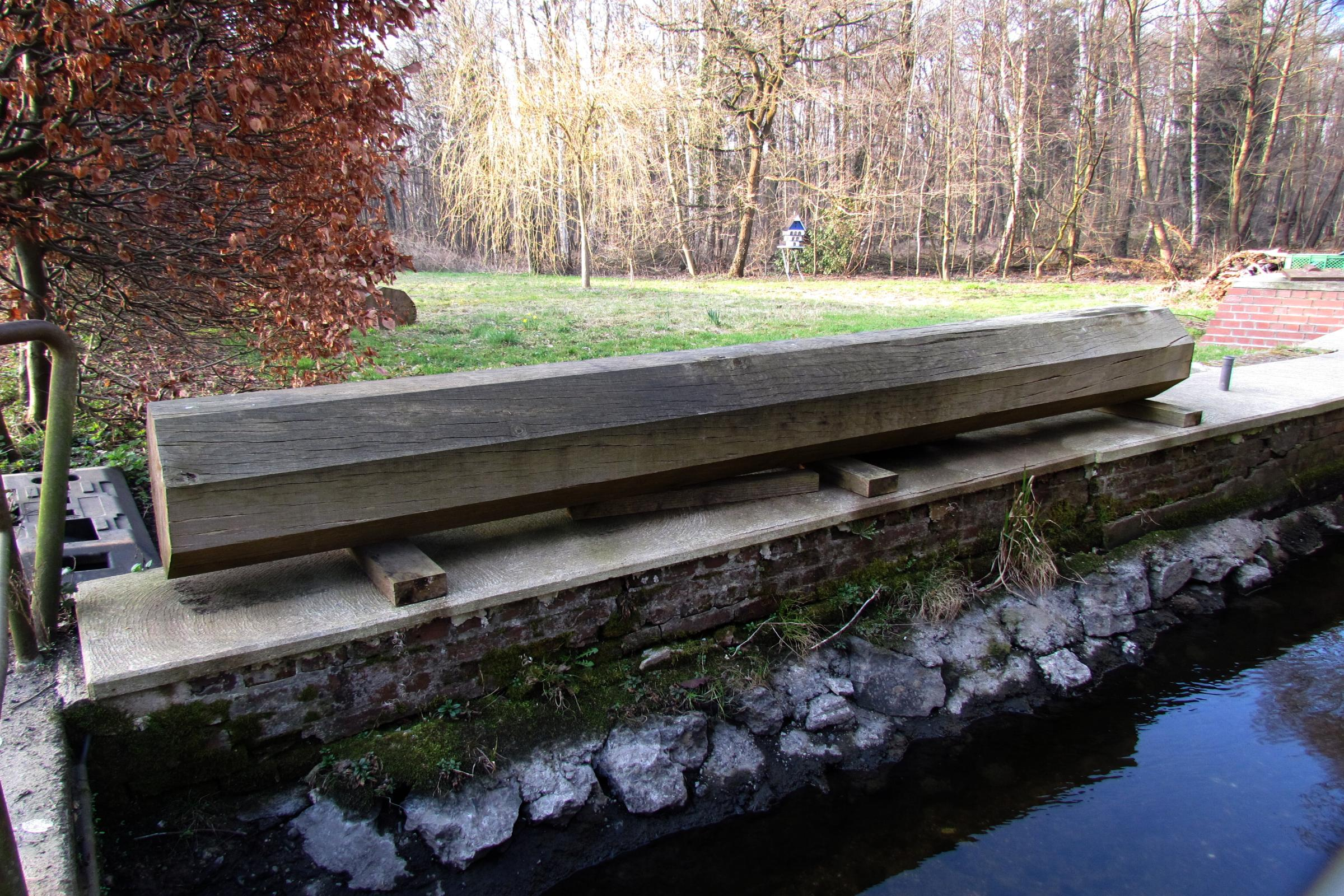
Radachse für ein neues Mühlrad
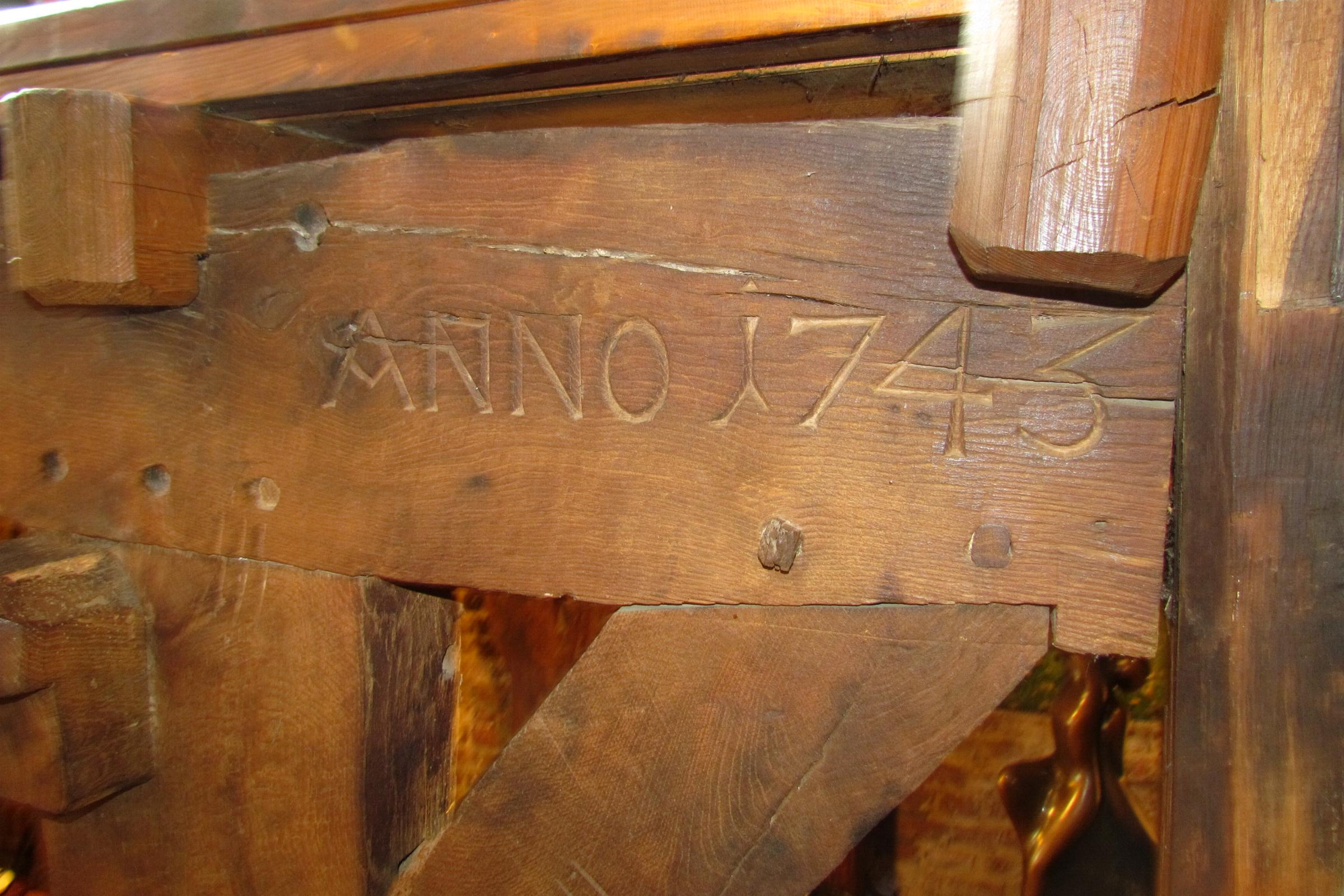
Altes Gebälk von 1743
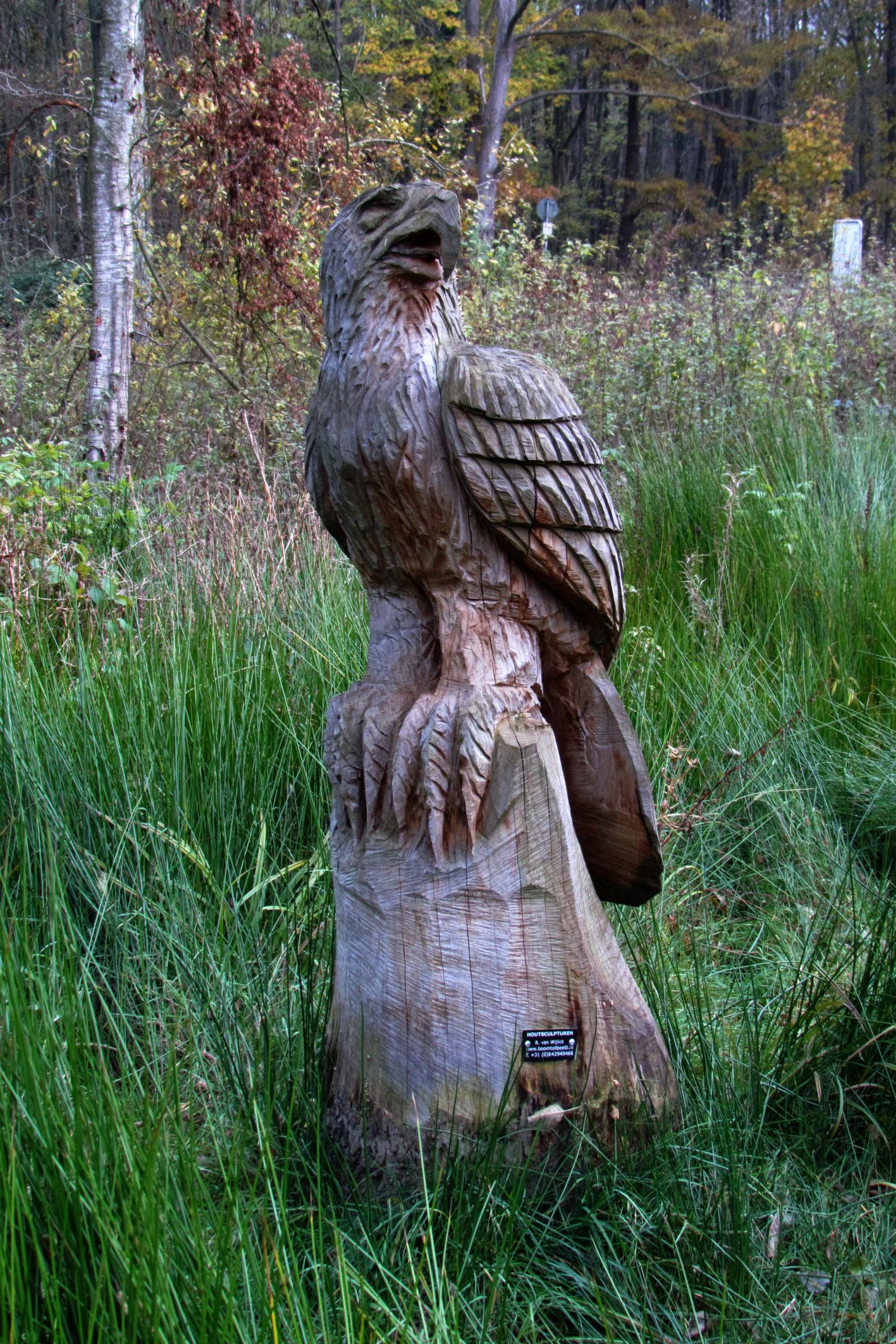
Waldkunst an der Molzmühle
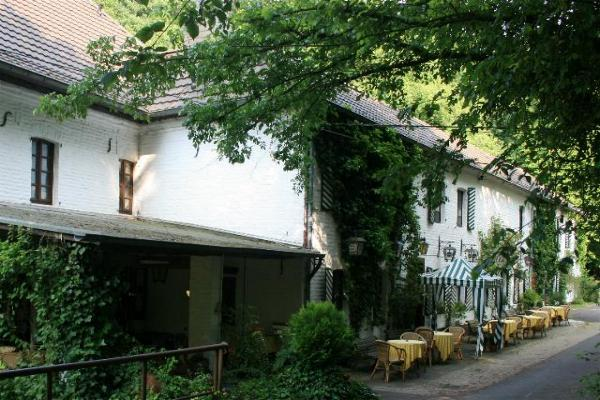
Mühlengebäude mit Anbau
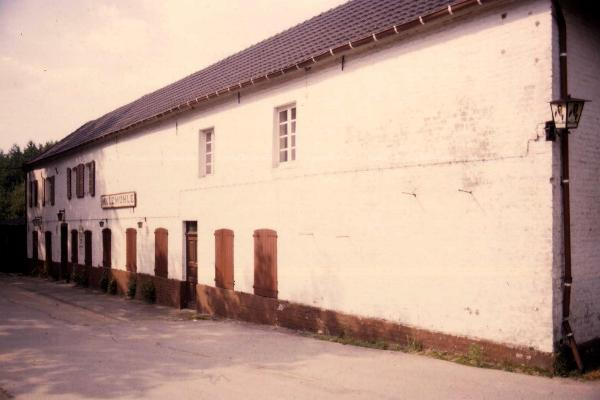
Die Molzmühle 1984
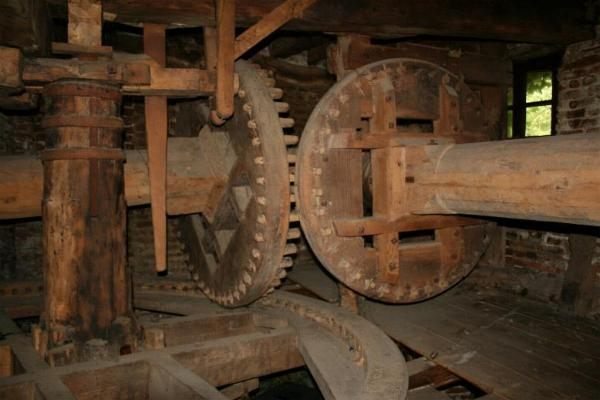
Zahnradgetriebe der Molzmühle
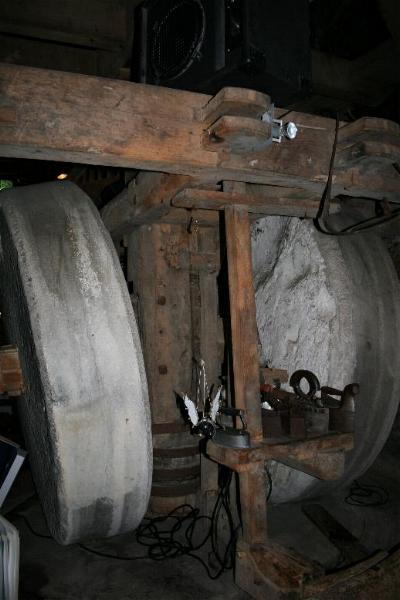
Kollergang und Ölpresse